# Jules Lefebvre
Jules Joseph Lefebvre, född 14 mars 1834 i Tournan-en-Brie utanför Paris, död 24 februari 1912 i Paris, var en fransk målare och lärare vid Académie Julian.
Lefebvre, som var lärjunge till Léon Cogniet, ställde ut Porträtt av Monsieur Fitzgerald på Världsutställningen 1855 och erhöll 1861 Prix de Rome för Priamos död. Under tiden han vistades i Rom målade han Caritas romana (1864), Vallfärd vid Subiaco, Nymf och Bacchus (1867, Musée d'Orsay) samt Pius IX i Peterskyrkan (1867). 
Han excellerade i fantasifigurer som Mignon, Pensierosa, Fiammetta, Insomnad vestal och i aktstudier: Sanningen (1870, Musée d'Orsay), Lady Godiva (1890), Jaktnymf (1891). Lefebvre var en framstående porträttmålare; hans porträtt av kejsarprinsen, målat 1874 finns numera i Versailles. Lefebvre blev 1891 medlem av Institut de France.

## Bildgalleri

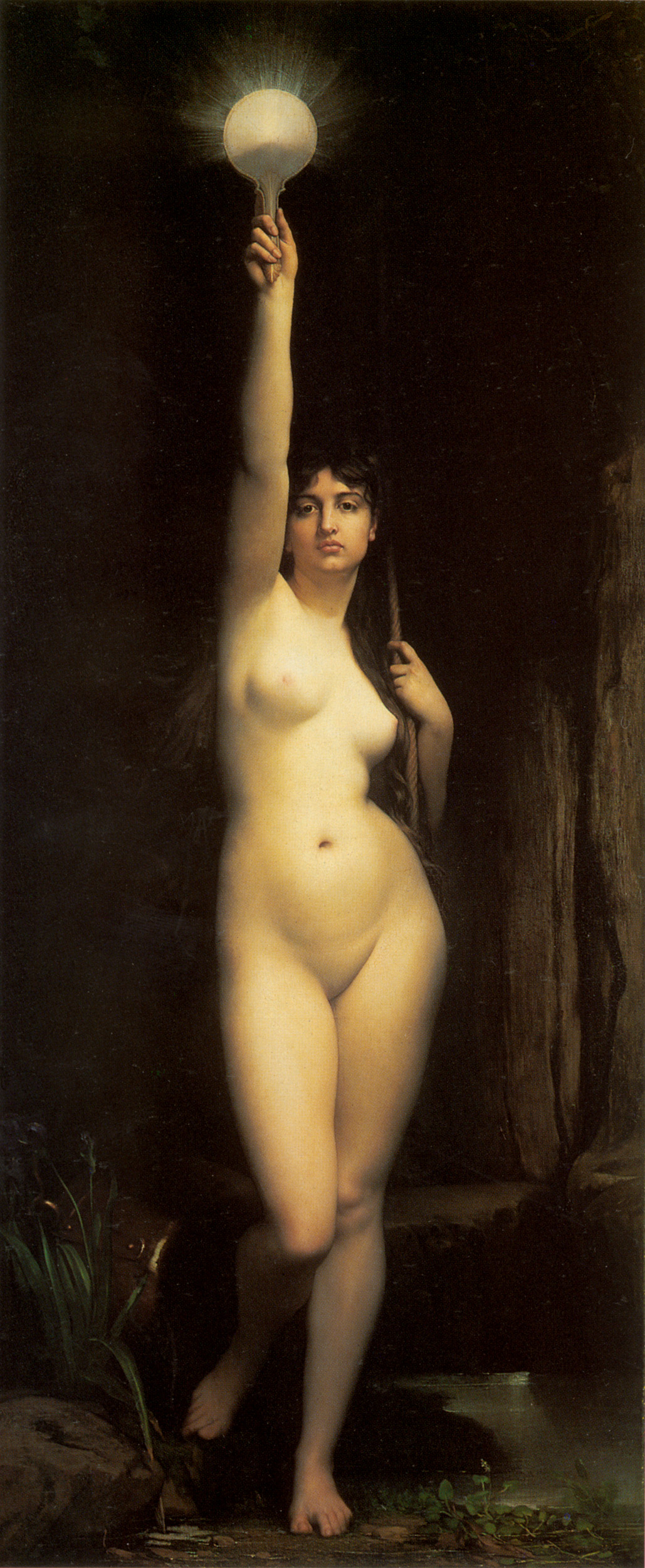
La Verité, 1870
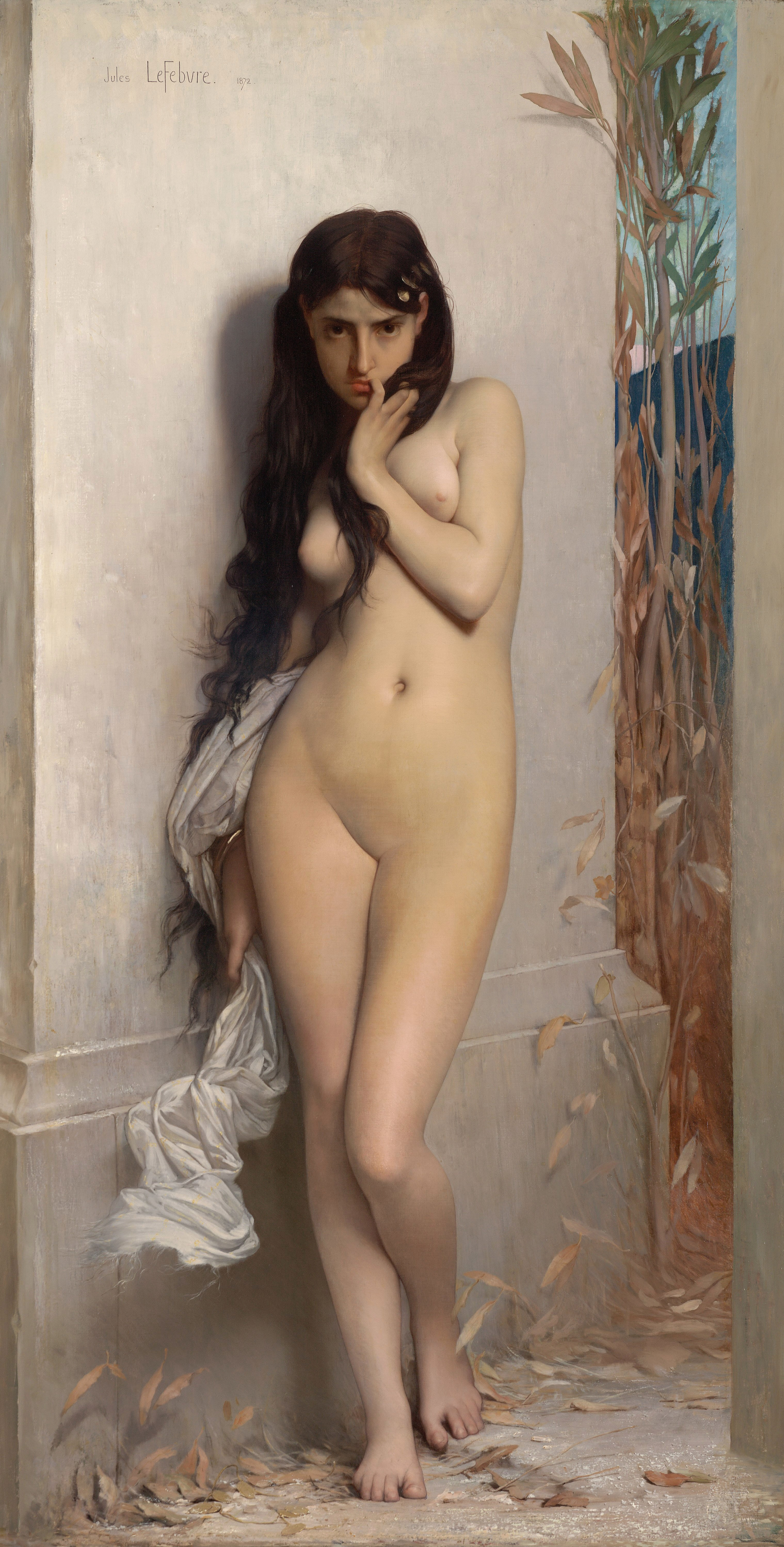
La cigarra, 1872
Fleurs des Champs
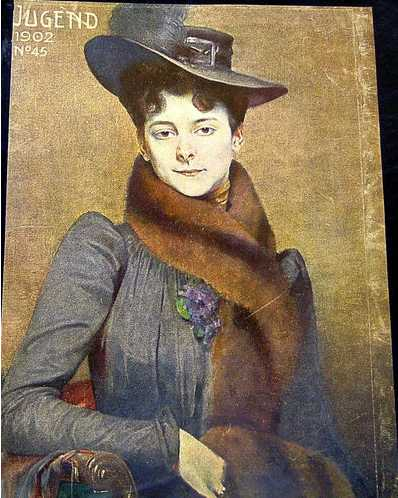
Framsida på tidskriften Jugen 1902
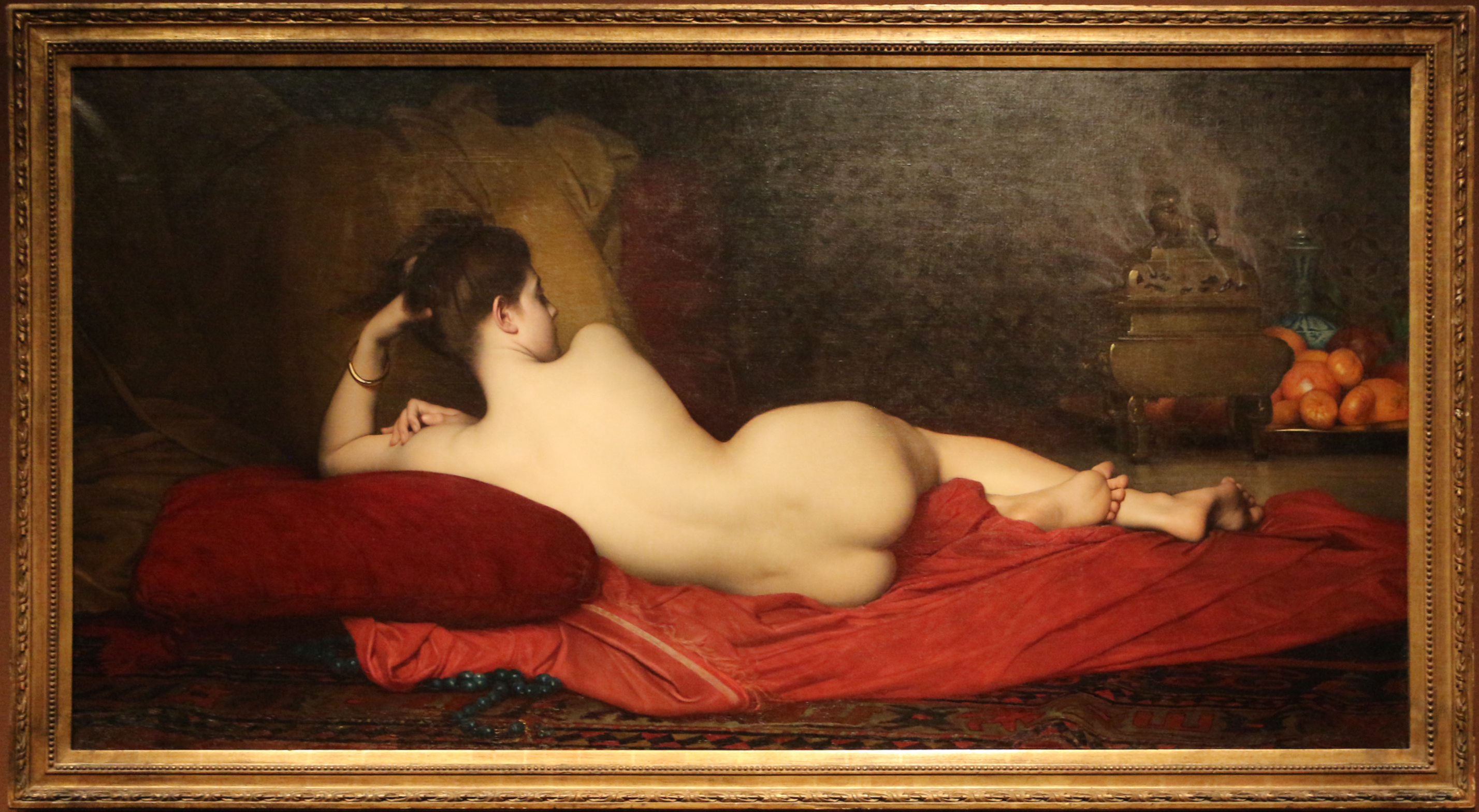
Odalisk, 1874